# Zelotes apricorum
Zelotes apricorum este o specie de păianjeni din genul Zelotes, familia Gnaphosidae. A fost descrisă pentru prima dată de L. Koch, 1876. Conform Catalogue of Life specia Zelotes apricorum nu are subspecii cunoscute.